# Daniel de la Sierra

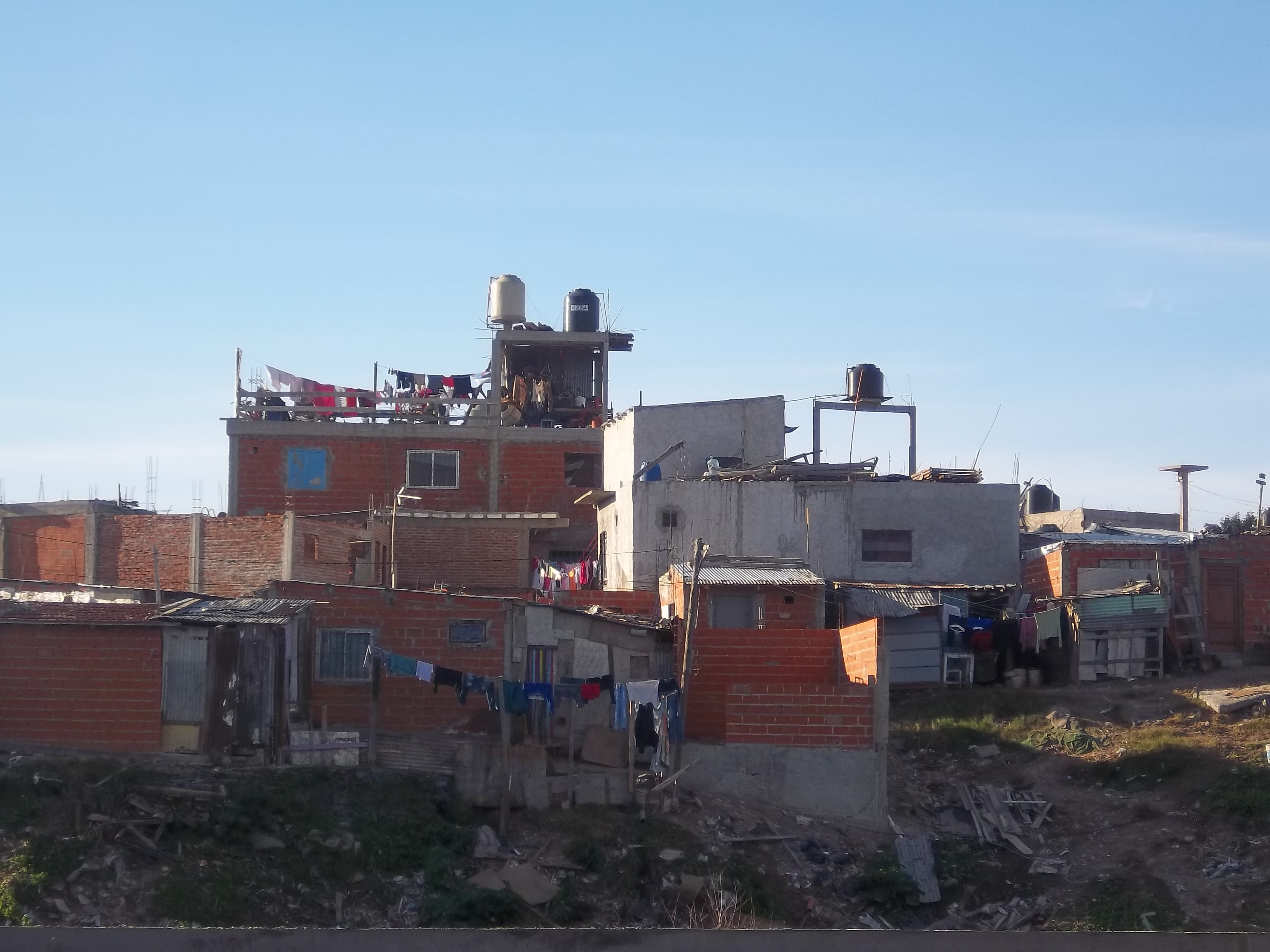
Villa 21-24

Daniel de la Sierra "El gallego" (Castroverde de Cerrato,  España, 6 de agosto de 1938-Buenos Aires, 25 de octubre de 1992) misionero claretiano español,   fundador de la parroquia de la Villa 21-24, Nuestra Señora de Caacupé, en Barracas, Buenos Aires.

## Biografía
En 1954, hace su profesión como Claretiano, en 1959, la emisión de los votos perpetuos, en Segovia y hasta 1964 la Licenciatura en la misma sede del Claretianum, agregada a la Facultad Teológica de la Universidad Lateranense, en Roma. Su estadía romana coincidió con la preparación y con los dos primeros periodos del Concilio Vaticano II. En 1964 se ordena sacerdote sacerdotal y recibe destino a la Argentina.
A mediados de los 70 se instaló en la villa 21-24, de Barracas. En 1976 inauguró en una vivienda prefabricada la capilla que con el tiempo se convertiría en la parroquia Nuestra Señora de Caacupé.

Los vecinos del barrio lo llamaban el "Ángel de la bicicleta", porque cada mañana llegaba por ese medio a la villa, vestido de negro y cantando.  El fundador de la parroquia, el cura Daniel  preguntó a la gente qué nombre ponerle y decidieron que fuera Nuestra Señora de Caacupé, que es la patrona de Paraguay.
Daniel de la Sierra, logró organizar a los vecinos del barrio en la época de la última dictadura militar y evitar el paso de las topadoras que intentaban erradicar la villa.
Integró el primer grupo de curas villeros de Buenos Aires junto a Carlos Mugica, Eduardo Jorge Goñi, Héctor Botán, Miguel Ángel Valle, José María Meisegeier, Rodolfo Ricciardelli, Jorge Vernazza y el capuchino Pedro Lepphaille.
En 1978, el Equipo de Sacerdotes de Villas de la arquidiócesis de Buenos Aires, integrado en ese momento por los presbíteros Héctor Botán, Eduardo Jorge Goñi, José María Meisegeier, Rodolfo Ricciardelli, Daniel de la Sierra, Miguel Ángel Valle y Jorge Vernazza, se dirigió a la opinión pública con un documento titulado “Informe sobre la situación de las villas de emergencia”.
En 1981, debido a su implicación y sus reivindicaciones a favor de la gente de la Villa 21, el Superior Claretiano decide alejarlo de la capital argentina y es trasladado al Barrio Santa María, en Berazategui, en la diócesis de Quilmes.

## Muerte
La noche del 25 de octubre de 1992 Daniel De la Sierra circulaba con su bicicleta cuando fue atropellado y murió a causa de las heridas recibidas. Diez años después sus restos fueron trasladados a la parroquia que había fundado en la Villa 21, donde descansan desde entonces.
En su honor y por decisión de los vecinos, recibieron su nombre un tramo de una calle, un jardín de infantes, un comedor comunitario y un centro de capacitación.